# Grande Arménie (irrédentisme)
Cet article concerne le concept irrédentiste. Pour le Royaume d'Arménie ou Grande-Arménie, voir Royaume d'Arménie et Nationalisme arménien.

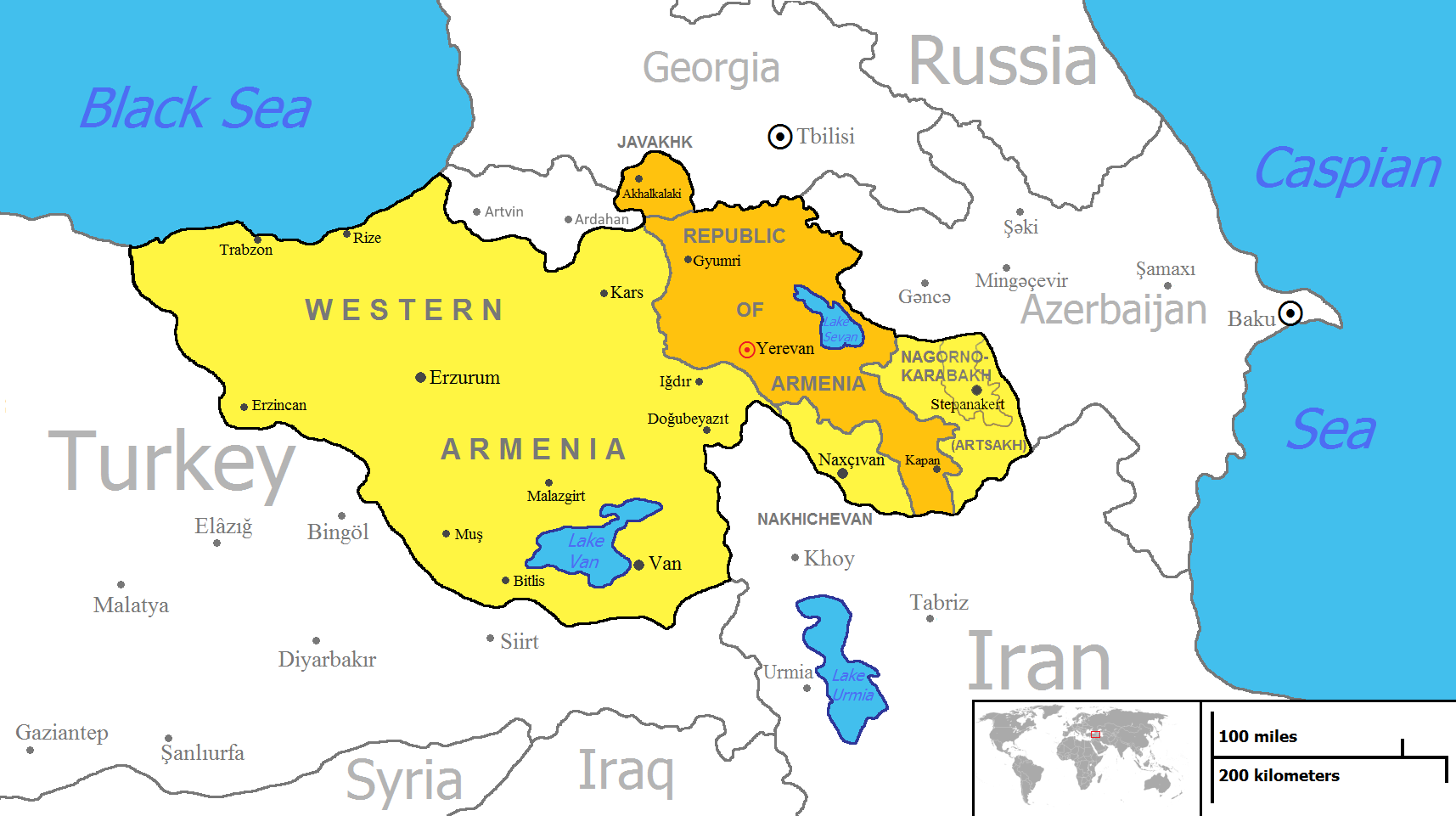
Le concept moderne de Grande Arménie, tel que revendiqué par la Tashnag :
Orange : zones peuplées majoritairement par des Arméniens (République d'Arménie : 98 % ; Haut-Karabagh jusqu'en 2023 : 99 % ; Djavakhétie : 95 %)
Jaune : Zones historiquement arméniennes où il n'existe plus de population arménienne (Arménie occidentale, Nakhitchevan, Haut-Karabakh).

Le terme Grande Arménie, aussi nommée Arménie unie, désigne un concept ethno-nationaliste et irrédentiste arménien visant à réunir en un seul État toutes les régions traditionnelles de l'Arménie historique sur et autour des hauts plateaux arméniens. Ce concept est lié au nationalisme arménien.

## Historique
Ce que les Arméniens voient comme une unification de leurs terres historiques, peuplées par eux jusqu'au début du XXe siècle et dont certaines le sont toujours au début du XXIe siècle, a prévalu tout au long du XXe siècle et a été défendue par des personnes, des organisations et des institutions, y compris des partis nationalistes comme la Tashnag et Héritage ainsi que par des groupes armés comme l'Asala.

## Territoires réclamés
L'utilisation moderne de la dénomination « Grande Arménie » par la Tashnag englobe 182 119 km2 soit les territoires suivants,, :
| Territoire           | Fait partie de                                                                         | Superficie (en km²) | Population | Arméniens     | Arméniens (en %) | Source              |
| -------------------- | -------------------------------------------------------------------------------------- | ------------------- | ---------- | ------------- | ---------------- | ------------------- |
| République d'Arménie | Arménie                                                                                | 29,743              | 3,021,324  | 2,956,615     | 97.94            | recensement de 2011 |
| Artsakh              | République d'Artsakh (de facto) Azerbaïdjan (région autonome du Haut-Karabagh de jure) | 11,458              | 145,053    | 144,683       | 99.7             | recensement de 2015 |
| Djavakhétie          | Géorgie (Districts d'Akhalkalaki et de Ninotsminda)                                    | 2,588               | 69,561     | 65,132        | 93.6             | recensement de 2014 |
| Nakhitchevan         | Azerbaïdjan (République autonome du Nakhitchevan)                                      | 5,363               | 398,323    | 6             | ~0               | recensement de 2009 |
| Arménie occidentale  | Turquie                                                                                | 132,967             | 6,461,400  | Aucune donnée | Aucune donnée    | estimation de 2009  |

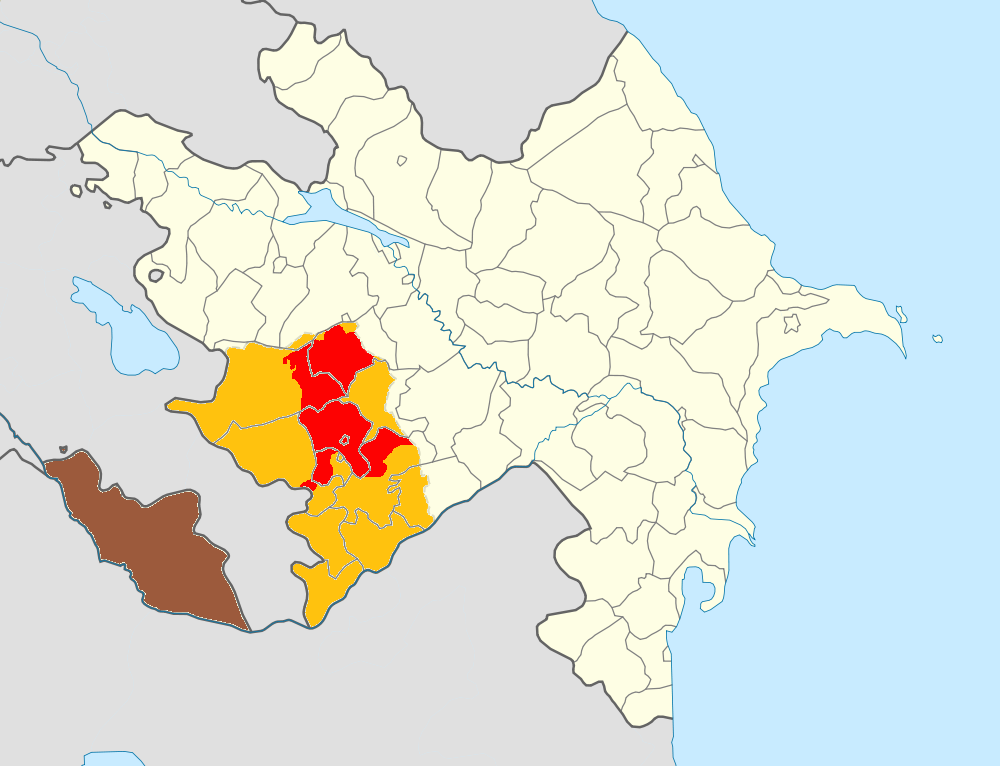
En marron, le Nakhichevan. En orange et rouge, les territoires contrôlés de facto par la république du Haut-Karabagh entre 1991 et 2021. En rouge, ceux qui étaient encore contrôlés par cette entité entre 2021 et 2023.
Le Djavakhétie (en rouge) au sein de la Géorgie.